# Telipogon rhombipetalus
Telipogon rhombipetalus là một loài thực vật có hoa trong họ Lan. Loài này được C.Schweinf. miêu tả khoa học đầu tiên năm 1946.